# Serie A 2001-2002 (rugby a 15 femminile)
La Serie A 2001-02 fu l'11º campionato di rugby a 15 femminile di prima divisione organizzato dalla Federazione Italiana Rugby e il 18º assoluto.
Si tenne dal 13 gennaio 2002 al 28 aprile 2002 tra 11 squadre ripartite in due gironi paritetici su base geografica.
La finale del torneo, che si tenne a Prato, vide l'undicesimo scudetto consecutivo della squadra femminile del Benetton, le Red Panthers, nonché la più recente, al 2018, presenza di Roma all'ultimo atto del campionato, nell'occasione con la squadra universitaria del CUS; per le 11 edizioni successive la gara finale del torneo fu sempre tra le trevigiane e il Riviera del Brenta.

## Formula
Le 11 squadre furono suddivise in due gironi, uno da 6 e l'altro da 5 squadre, che diedero vita alla stagione regolare
.
Le prime due classificate di ogni girone accedettero alla semifinale in cui la prima classificata di ogni girone incontrò in gara unica e campo neutro (ad Arezzo e Pesaro) la seconda classificata del girone opposto.
Le vincitrici si incontrarono in gara unica e campo neutro per decidere la squadra campione d'Italia.

## Squadre partecipanti

### Girone A
- Grazia Deledda (Cagliari)
- Le Lupe (Piacenza)
- Pesaro
- Red Panthers (Treviso)
- Riviera del Brenta (Mira)
- Roccia Rubano (Rubano)

### Girone B
- CUS Roma
- Messina
- Perugia Ragazze
- Prato
- Villa Pamphili (Roma)

## Stagione regolare

### Girone A
| 13-1-2002 | 1ª/6ª giornata          | 24-2-2002 |
| --------- | ----------------------- | --------- |
| 0-19      | Grazia Deledda — Roccia | n/d       |
| 25-0      | Le Lupe — Pesaro        | 27-5      |
| 47-0      | Red Panthers — Riviera  | 41-9      |
|           |                         |           |

| 10-2-2002 | 4ª/9ª giornata          | 24-3-2002 |
| --------- | ----------------------- | --------- |
| 10-37     | Pesaro — Grazia Deledda | 0-69      |
| 77-0      | Red Panthers — Le Lupe  | 10-18     |
| 3-10      | Riviera — Roccia        | 12-33     |

| 20-1-2002 | 2ª/7ª giornata           | 10-3-2002 |
| --------- | ------------------------ | --------- |
| 14-34     | Pesaro — Red Panthers    | 118-0     |
| n/d       | Riviera — Grazia Deledda | 14-10     |
| 47-0      | Roccia — Le Lupe         | 20-0      |
|           |                          |           |

| 17-2-2002 | 5ª/10ª giornata          | 7-4-2002 |
| --------- | ------------------------ | -------- |
| 5-21      | Grazia Deledda — Le Lupe | 5-27     |
| 0-68      | Pesaro — Riviera         | 0-55     |
| 0-17      | Roccia — Red Panthers    | 0-29     |

| 27-1-2002 | 3ª/8ª giornata                | 17-3-2002 |
| --------- | ----------------------------- | --------- |
| 0-46      | Grazia Deledda — Red Panthers | 0-105     |
| 0-51      | Le Lupe — Riviera             | 10-33     |
| 75-0      | Roccia — Pesaro               | 67-5      |

#### Classifica girone A
| Pos | Squadra            | G  | V | N | P  | PF  | PS  | DP   | Pt |
| --- | ------------------ | -- | - | - | -- | --- | --- | ---- | -- |
| 1   | Red Panthers       | 10 | 9 | 0 | 1  | 524 | 41  | +483 | 18 |
| 2   | Roccia Rubano      | 9  | 7 | 0 | 2  | 251 | 63  | +188 | 14 |
| 3   | Riviera del Brenta | 9  | 5 | 0 | 4  | 241 | 151 | +90  | 10 |
| 4   | Le Lupe            | 10 | 5 | 0 | 5  | 128 | 232 | −104 | 10 |
| 5   | Grazia Deledda     | 8  | 2 | 0 | 6  | 126 | 242 | −116 | 4  |
| 6   | Pesaro             | 10 | 0 | 0 | 10 | 34  | 575 | −541 | 0  |

### Girone B
| 13-1-2002 | 1ª/6ª giornata            | 24-2-2002 |
| --------- | ------------------------- | --------- |
| 22-5      | CUS Roma — Villa Pamphilj | 10-10     |
| 38-10     | Messina — Perugia         | 69-7      |
| rip.      | Prato                     |           |
|           |                           |           |

| 10-2-2002 | 4ª/9ª giornata           | 24-3-2002 |
| --------- | ------------------------ | --------- |
| 10-7      | CUS Roma — Prato         | 13-0      |
| 7-33      | Villa Pamphilj — Messina | 0-6       |
| rip.      | Perugia                  |           |

| 20-1-2002 | 2ª/7ª giornata         | 10-3-2002 |
| --------- | ---------------------- | --------- |
| 0-40      | Perugia — CUS Roma     | 5-48      |
| 24-10     | Villa Pamphilj — Prato | 15-3      |
| rip.      | Messina                |           |
|           |                        |           |

| 17-2-2002 | 5ª/10ª giornata    | 7-4-2002 |
| --------- | ------------------ | -------- |
| 14-0      | Messina — CUS Roma | 17-18    |
| 0-6       | Prato — Perugia    | 38-0     |
| rip.      | Villa Pamphilj     |          |

| 27-1-2002 | 3ª/8ª giornata           | 17-3-2002 |
| --------- | ------------------------ | --------- |
| n/d       | Prato — Messina          | 0-47      |
| 7-12      | Perugia — Villa Pamphilj | 0-60      |
| rip.      | CUS Roma                 |           |

#### Classifica girone B
| Pos | Squadra         | G | V | N | P | PF  | PS  | DP   | Pt |
| --- | --------------- | - | - | - | - | --- | --- | ---- | -- |
| 1   | CUS Roma        | 8 | 6 | 1 | 1 | 161 | 58  | +103 | 13 |
| 2   | Messina         | 7 | 6 | 0 | 1 | 224 | 42  | +182 | 12 |
| 3   | Villa Pamphili  | 8 | 4 | 1 | 3 | 133 | 91  | +42  | 9  |
| 4   | Prato           | 7 | 1 | 0 | 6 | 58  | 115 | −57  | 2  |
| 5   | Perugia Ragazze | 8 | 1 | 0 | 7 | 35  | 305 | −270 | 2  |

## Fase aplay-off
|  | Semifinali | Semifinali    | Semifinali |          |              | Finale       | Finale | Finale |  |
|  |            |               |            |          |              |              |        |        |  |
|  | A1         | Red Panthers  | 6          |          |              |              |        |        |  |
|  | A1         | Red Panthers  | 6          |          |              |              |        |        |  |
|  | B2         | Messina       | 0          |          |              |              |        |        |  |
|  | B2         | Messina       | 0          |          | Red Panthers | Red Panthers | 57     |        |  |
|  |            |               |            |          | Red Panthers | Red Panthers | 57     |        |  |
|  |            |               | CUS Roma   | CUS Roma | 3            |              |        |        |  |
|  | B1         | CUS Roma      | CUS Roma   | CUS Roma | 3            | 19           |        |        |  |
|  | B1         | CUS Roma      |            |          |              |              |        |        |  |
|  | A2         | Roccia Rubano | 18         |          |              |              |        |        |  |

### Semifinali
| Pesaro 21 aprile 2002 Semifinale 1 | Red Panthers | 6 – 0 Per rinuncia del Messina referto | Messina |  |

| Arezzo 21 aprile 2002 Semifinale 2 | CUS Roma | 19 – 18 referto | Roccia Rubano |  |

### Finale
| Arbitro: | Bonaccorsi (Arezzo) |

| |              | |
| Pavan 5’, 43’ Sartorato 21’ Facchini 28’ Bisetto 47’ Collodo 47’, 55’ Peron 62’ Zanetti 73’                                                                                                   | mt           | |
| Zanetti 21’, 28’, 47’, 55’, 73’, 78’ | tr           | |
| | c.p.         | 51’ Tondinelli |
| · Bisetto · Colusso · G. Pavan · Collodo · 41’ Bagatin · Zanetti · 73’ Facchini · 60’ A. Bado · Sartorato · 56’ Rossetti · 51’ Candian · 62’ Franceschin · Mestriner · Stefan · 56’ Corbanese | Formazioni   | · Arcioni · Pintus 43’ · Massini 52’ · Baldacci · Nizzi · Peguirón · Tondinelli 73’ · Avella · Gini · Dari Salisburgo · Posabella 58’ · Braccini · Cincis · Solombrino · Pietrangeli |
| · 41’ Peron · 51’ F. Gallina · 56’ Bianco · 56’ Franchin · 60’ Tronchin · 62’ R. Gallina · 73’ G. Bado                                                                                        | Sostituzioni | · Mastrangelo 43’ · Machado 52’ · Mariani 58’ · Valiante 73’ |
| Antonella Rossetti | Allenatori   | Pilò |

## Verdetti
- Red Panthers: campione d'Italia